# Maurizio Basile
Maurizio Basile (Napoli, 23 dicembre 1948) è un dirigente d'azienda e dirigente pubblico italiano, già amministratore delegato e direttore generale della società Aeroporti di Roma, ha portato alla privatizzazione dell'Ente Tabacchi Italiani ed è stato direttore generale delle Ferrovie dello Stato.

## Biografia
Laureato in economia e commercio, è stato direttore pianificazione e sviluppo nelle società "Sofin S.p.A.", "Aviofer Breda", Finsider e Alitalia. Ha curato incarichi in aziende in liquidazione come Iritecna SpA e Italsanità.
Nel 2000 in qualità di presidente e amministratore delegato dell'Ente Tabacchi Italiani, ne curò la privatizzazione. Nel 2004 è condirettore all'ANAS, incarico che lascia dopo pochi mesi, in novembre, per approdare alle Ferrovie dello Stato come direttore generale con deleghe su finanza, controllo e partecipazioni.
Dal 2006 fino alla fine di aprile 2008 è stato amministratore delegato di Aeroporti di Roma. Da dicembre 2008 è ritornato alla Isagro, azienda chimica che fa capo alla sua famiglia, affiancando nella gestione il fratello Giorgio nel ruolo di vice presidente esecutivo. Ricopre l'incarico sino al maggio 2021n quando si dimette dopo la cessione dell'azienda.
Capo di gabinetto del sindaco di Roma Gianni Alemanno, nel 2010 viene nominato amministratore delegato dell'ATAC per poi dimettersi nel Quindi è Consigliere Delegato I.R.B.M. Science Park Spa e consigliere del vice-ministro delle infrastrutture e dei trasporti.
Tra gli incarichi universitari, è titolare di “Controllo e Gestione Avanzato” presso la Facoltà di Economia dell'Università LUISS di Roma.

## Curiosità
Basile è stato coinvolto in un fatto increscioso nel novembre 2015 quando il presidente e l'amministratore delegato di allora delle Ferrovie dello Stato hanno pubblicato su Repubblica e il Corriere della Sera un necrologio con il suo nome.